# Metamorphose III
Metamorfose III is een houtsnede van de Nederlandse kunstenaar Maurits Cornelis Escher gemaakt in 1967 en 1968. Dit is met 19 cm x 680 cm de grootste prent van Escher. Ze werd gedrukt op drieëndertig blokken op zes gecombineerde vellen.
Het begint op dezelfde manier als Metamorphose II, waarbij het woord metamorphose een rasterpatroon vormt en vervolgens een zwart-wit geruit patroon wordt. Dan begint de eerste reeks nieuwe beelden. De hoeken van het geruite patroon veranderen in langwerpige diamantvormen. Deze worden dan een afbeelding van bloemen met bijen. Dit beeld keert vervolgens terug naar het diamantpatroon en weer naar het geruite patroon.
Het gaat dan verder met de Metamorphose II-beelden tot aan het vogelpatroon. De vogels worden dan zeilboten. Vanaf de zeilboten verandert het beeld naar een tweede vispatroon. Vervolgens van de vis naar paarden. De paarden worden dan een tweede vogelpatroon. Het tweede vogelpatroon wordt dan zwart-witte driehoeken, die vervolgens enveloppen met vleugels worden. Deze gevleugelde enveloppen keren vervolgens terug naar de zwart-witte driehoeken en dan weer naar het oorspronkelijke vogelpatroon. Het gaat dan verder met de Metamorphose II- afdruk tot het einde.